# Groene kikkers
Groene kikkers (Pelophylax) zijn een geslacht van kikkers uit de familie van de echte kikkers (Ranidae). De wetenschappelijke naam werd gepubliceerd in 1843 door Leopold Fitzinger. Oorspronkelijk werd de wetenschappelijke naam Palmirana gebruikt.
Er zijn 22 soorten. De verschillende vertegenwoordigers van het geslacht hebben een groot verspreidingsgebied. De soorten komen voor in noordelijk Afrika en in grote delen van Europa, Azië en het Midden-Oosten.
In het verleden werden de groene kikkers tot het geslacht Rana gerekend, net als de bruine kikker (Rana temporaria). Volgens inzichten, gebaseerd op DNA-onderzoek, worden de groene kikkers nu apart gezet in het geslacht Pelophylax, dat alleen de meer aan elkaar verwante soorten omvat.

## Uiterlijke kenmerken
De ogen zijn dicht bij elkaar geplaatst en zijn wat hoger op de kop gepositioneerd. De rug is meestal groenig en op het midden van de rug is bijna altijd een lichtgroene streep aanwezig. Bij het trommelvlies of tympanum zit over het algemeen geen zwarte vlek.
Vrijwel alle soorten zijn groen van kleur en hebben verschillende tekeningen. Van sommige soorten zijn echter ook bruine variaties bekend.

## Systematiek
Moderne systematici plaatsen de groene kikkers bij elkaar in het geslacht Pelophylax. Sommigen zien dit geslacht nog als ondergeslacht van het geslacht Rana. In Rana blijken veel nauwelijks met elkaar verwante soorten bij elkaar te zijn geplaatst. Aangezien de meeste gidsen en het RAVON nog de naam Rana aanhouden, wordt deze nog vaak gebruikt.
In de Benelux komen drie soorten voor, waarvan één een hybride van de andere twee is, die zich wel zelfstandig voort kan planten. De hybride is soms ook triploïd en heeft dan kenmerken die doen denken aan de oudersoort waarvan het chromosomenaantal het grootst is. Op plekken waar alle drie de soorten voorkomen is de hybride veel talrijker dan de oudersoorten.
De drie soorten die in de Benelux voorkomen, zijn:
- meerkikker of grote groene kikker (Pelophylax ridibundus)
- poelkikker of kleine groene kikker (Pelophylax lessonae)
- middelste groene kikker of bastaardkikker (Pelophylax × esculentus)

Deze laatste kikker is geen eigenlijke soort, maar een hybride.

## Hybridisatie
Binnen het geslacht Pelophylax zijn diverse complexen van soorten waartussen hybridisatie voorkomt; kruisingen tussen twee soorten, waarvan de jongen zich op hun beurt voortplanten met andere triploïde hybrides of met de oudersoorten.
Deze hybride-kikkers worden niet als echte soorten beschouwd, vooral omdat geen vermenging van het genetische materiaal optreedt en omdat nakomelingen van twee diploïde hybriden niet levensvatbaar zijn.
Voorbeelden zijn de Italiaanse middelste groene kikker (Pelophylax kl. hispanica), Grafs middelste groene kikker (Pelophylax kl. grafi) en de middelste groene kikker (Pelophylax kl. esculentus), deze laatste soort is het bekendst en komt ook in Nederland en België voor. Het tussenvoegsel kl. staat voor klepton, dat stelen betekent.
Op plekken waar alle drie de soorten voorkomen, is de hybride meestal veel talrijker dan de oudersoorten. Bijzonder aan de klepton hybrides is dat geen vermenging van de chromosoomsets van de oudersoorten optreedt. Bij Rana klepton esculenta (LR) worden geen L (Lessonae)-gameten gevormd in de plaatsen waar de poelkikker (LL) voorkomt en in plaatsen met overwegend meerkikkers (RR) worden geen geslachtscellen met het R-chromosoomset gevormd. In beide gevallen resulteert de kruising tussen de hybridesoorten (meestal) tot niet levensvatbare homozygoten. De kruising met de oudersoorten of triploïden levert dan weer de hybridesoort op (LR) die een grote levensvatbaarheid heeft. De hybriden zijn soms ook triploïd en hebben dan kenmerken die doen denken aan de oudersoort waarvan het chromosomenaantal het grootst is. In sommige populaties nemen ze de plaats in van die oudersoort. In het veld zijn de triploïden niet of nauwelijks van de zuivere soort te onderscheiden. De kleine groengele poelkikkers in het filmpje zouden dus ook triploïde exemplaren (LLR) kunnen zijn. In regio's waar ook deze triploïde dieren voorkomen is het onmogelijk om op uiterlijk de soort poelkikker vast te stellen.

## Herkenning[6][7]

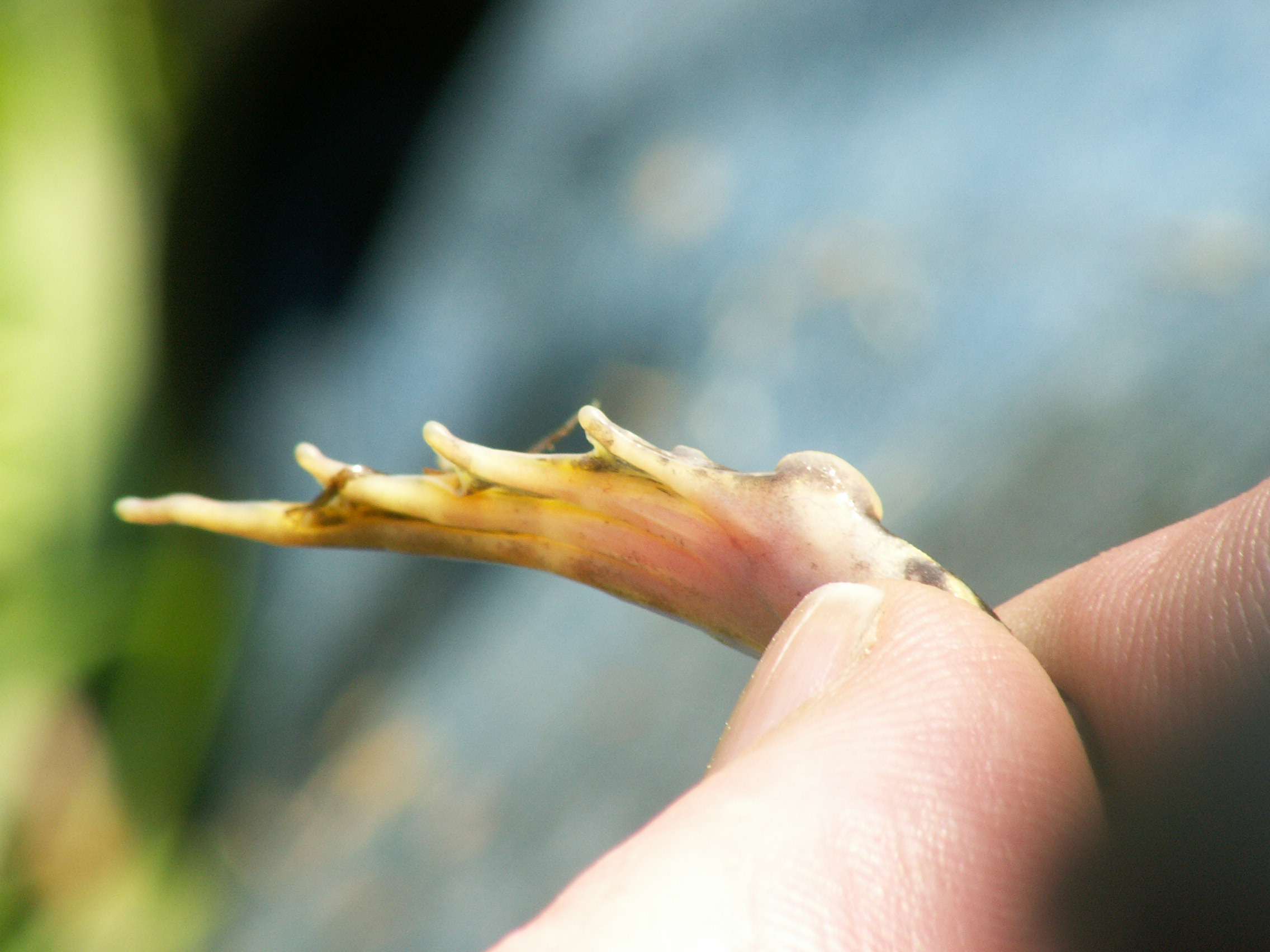
Voetwortelknobbel

De poelkikker en de meerkikker kunnen vrij gemakkelijk van elkaar worden onderscheiden, maar het onderscheid tussen bastaardkikkers en de beide oudersoorten is niet zo duidelijk. Als de mannetjes kwaken is het verschil in geluid duidelijk. De meerkikker maakt een hard stotend (lachend) geluid. De poelkikker maakt een rustig regelmatig sonoor geluid. De bastaardkikker wisselt beide soorten gekwaak op een onregelmatige wijze af.
De kwaakblazen van de meerkikker zijn erg donkergrijs tot bijna zwart, die van de poelkikker zuiver wit. De kwaakblazen van de bastaardkikker zijn variabel van kleur.
Bij gevangen dieren kan de voetwortelknobbel geïnspecteerd worden. Die van de poelkikker is hoog en vormt ongeveer een halve cirkel. De voetwortelknobbel van de meerkikker is laag. De knobbel van de bastaardkikker is vaak asymmetrisch van vorm.
Deze kenmerken zijn echter vrij specialistisch en moeten voor een zekere identificatie ook nog gekoppeld worden aan andere kenmerken. Voor de zekerheid dienen ook meerdere exemplaren uit een populatie onderzocht te worden. Voor leken en zelfs experts is het ondoenlijk om aan de hand van een foto of zelfs van een enkel gevangen exemplaar altijd tot een juiste determinatie te komen.

## Soorten
- Pelophylax bedriagae
- Pelophylax bergeri[a] – Italiaanse poelkikker
- Pelophylax caralitanus
- Pelophylax cerigensis
- Pelophylax chosenicus
- Pelophylax cretensis
- Pelophylax cypriensis
- Pelophylax demarchii
- Pelophylax epeiroticus – Griekse poelkikker
- Pelophylax fukienensis
- Pelophylax hubeiensis
- Pelophylax kurtmuelleri – Balkanmeerkikker
- Pelophylax lessonae – Poelkikker
- Pelophylax nigromaculatus
- Pelophylax perezi – Iberische meerkikker
- Pelophylax plancyi
- Pelophylax porosus
- Pelophylax ridibundus – Meerkikker
- Pelophylax saharicus
- Pelophylax shqipericus – Albanese poelkikker
- Pelophylax tenggerensis
- Pelophylax terentievi

1. ↑  Wordt ook wel beschouwd als een ondersoort van de poelkikker.

### Kleptons
- Middelste groene kikker (Pelophylax kl. esculentus)
- Grafs middelste groene kikker (Pelophylax kl. grafi)
- Italiaanse middelste groene kikker (Pelophylax kl. hispanica)

## Afbeeldingen

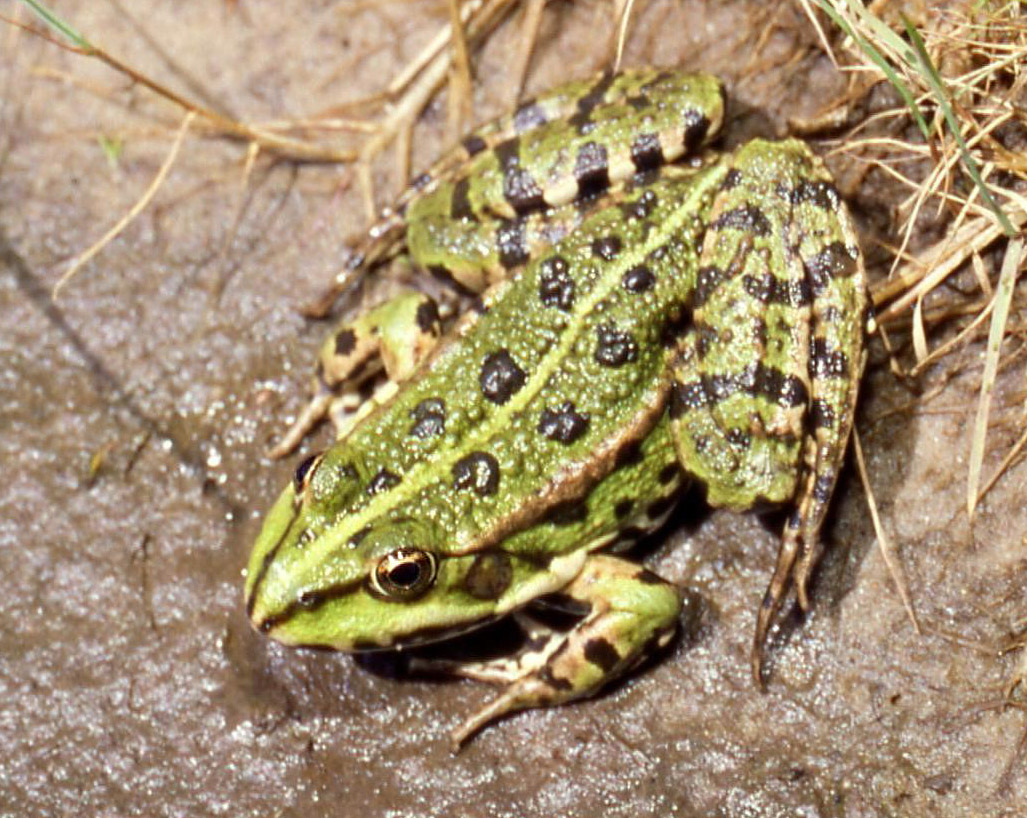
Vrouwtje van de meerkikker
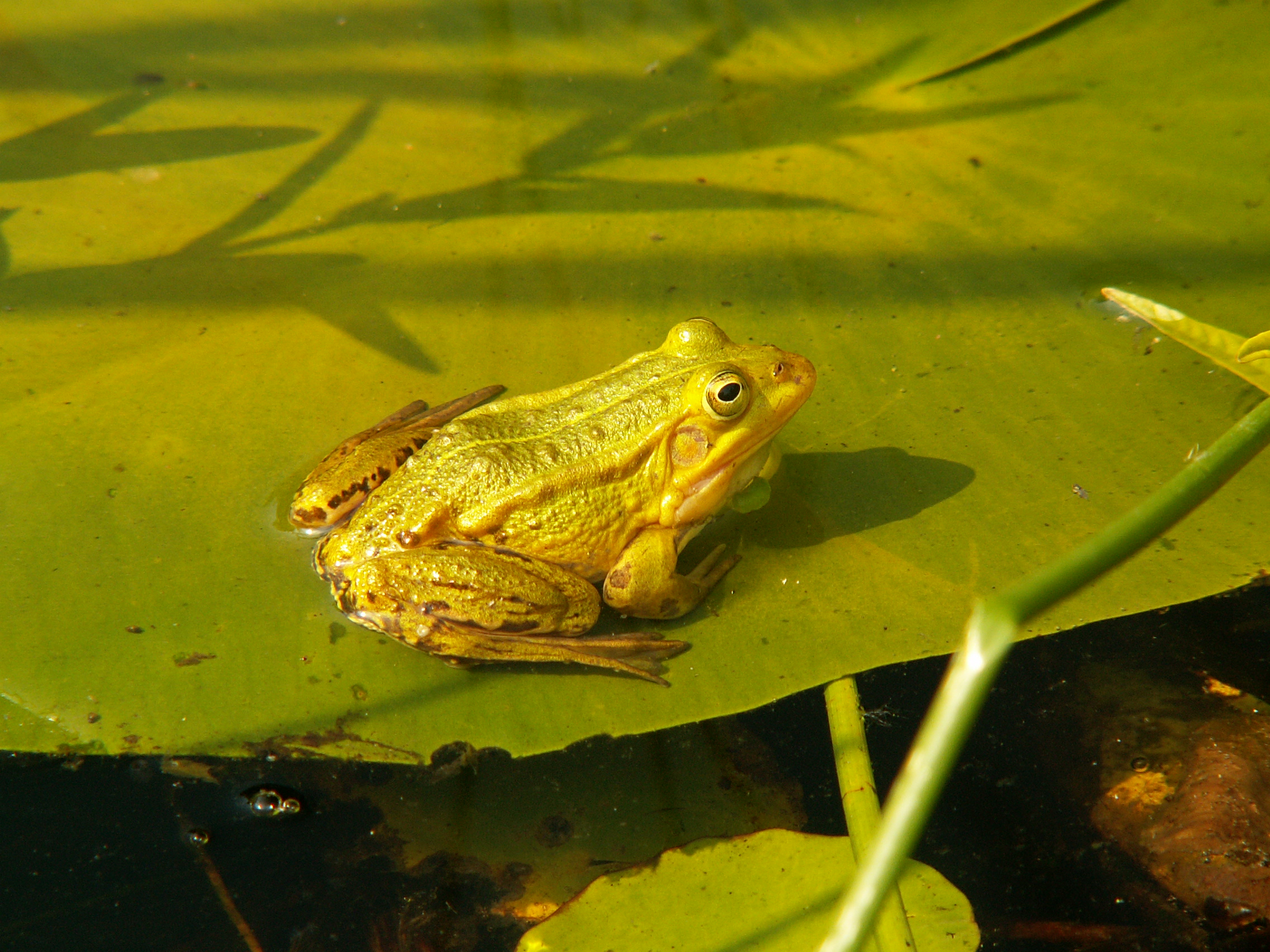
Mannetje van de poelkikker
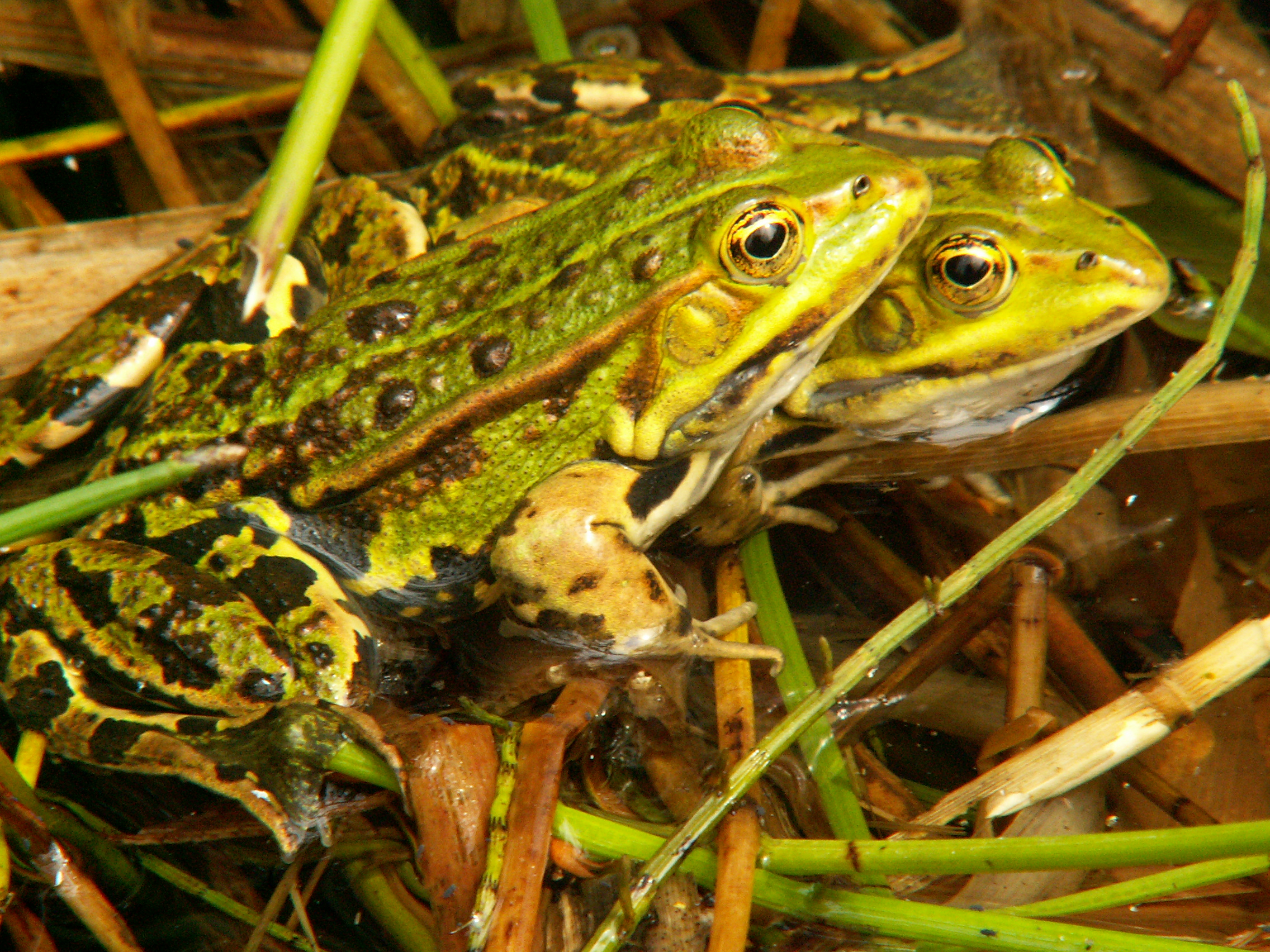
Twee middelste groene kikkers
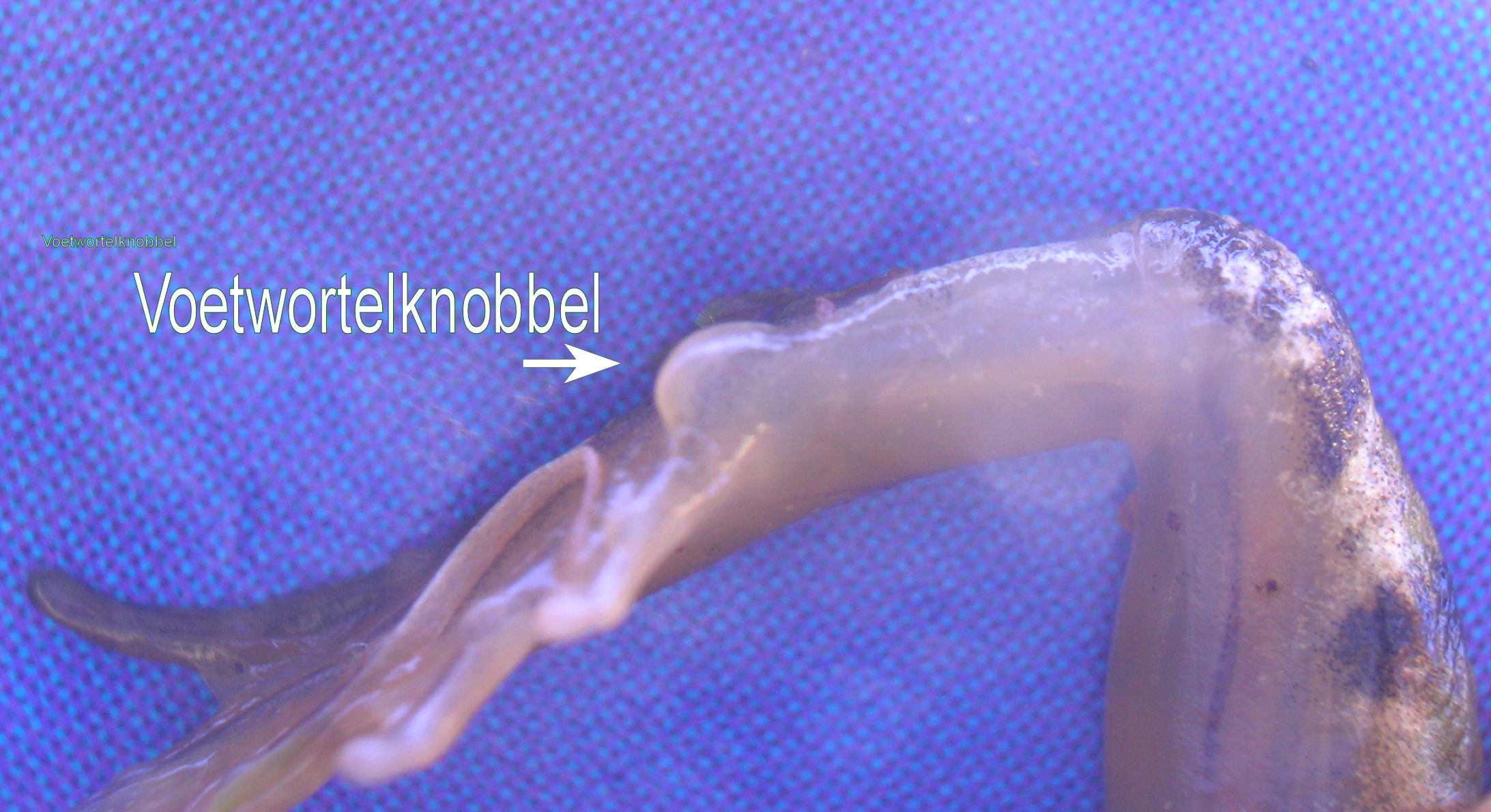
Voetwortelknobbel van bastaard- of poelkikker
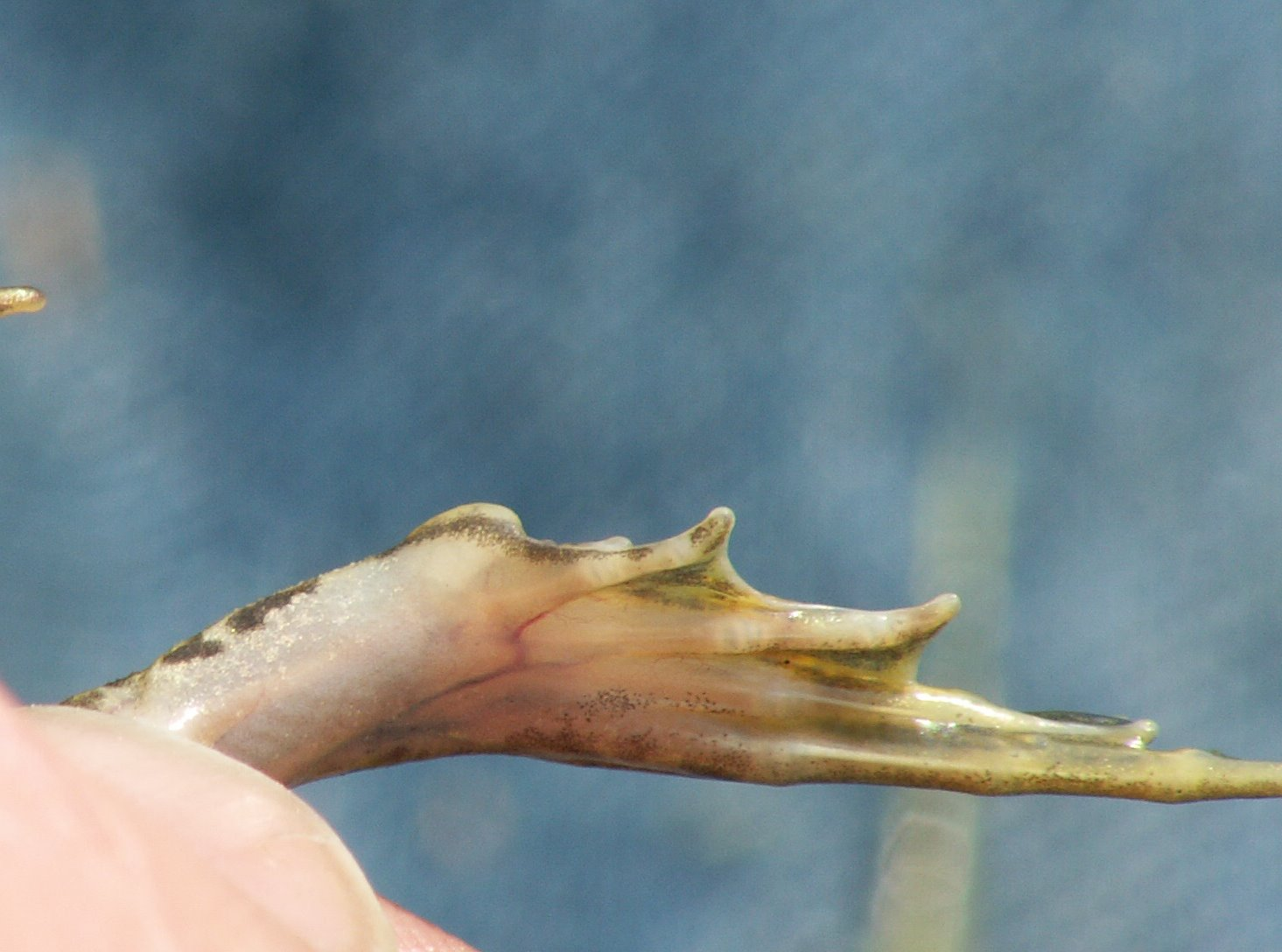
Voetwortelknobbel van bastaardkikker (asymmetrisch)
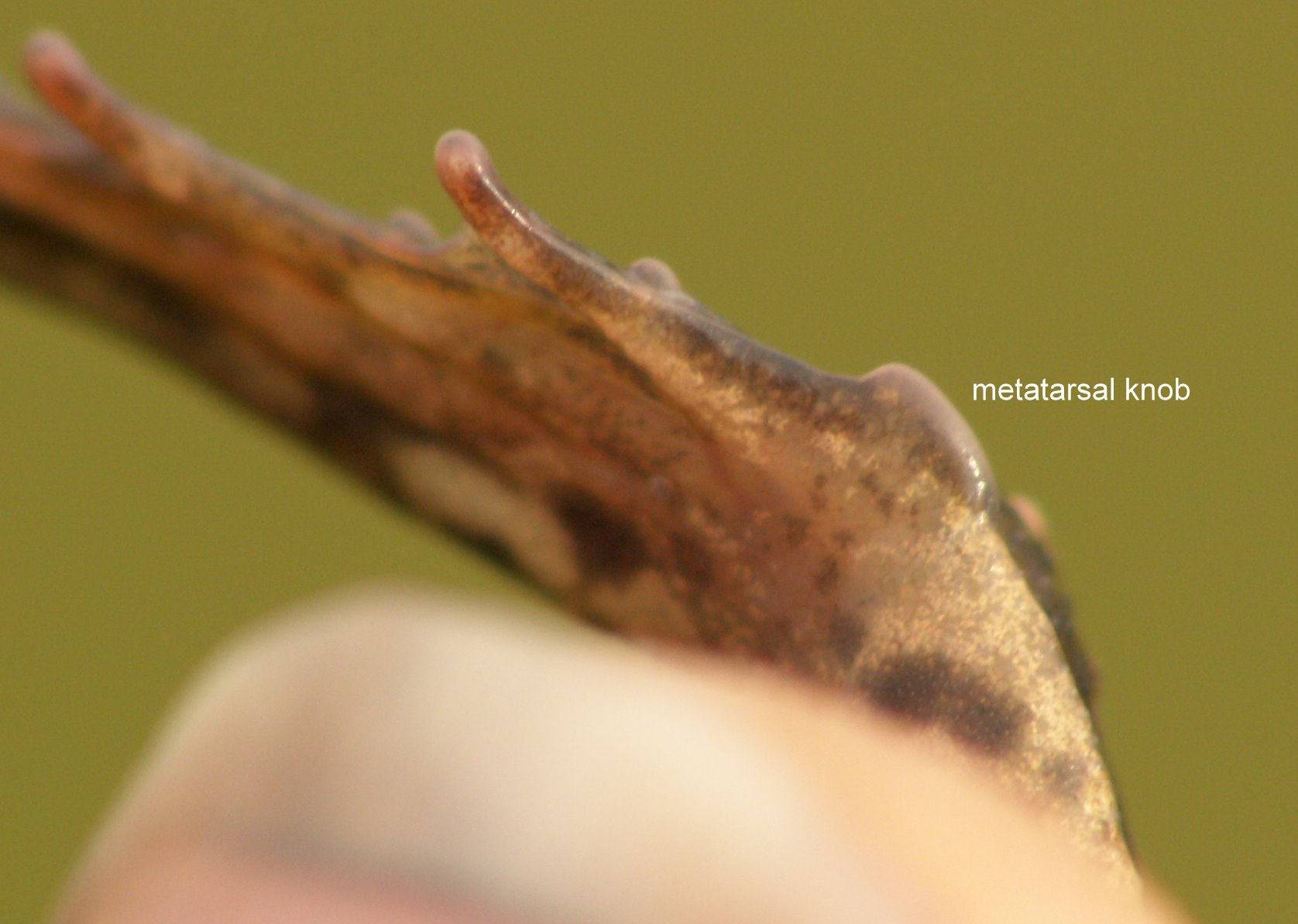
Voetwortelknobbel van meerkikker
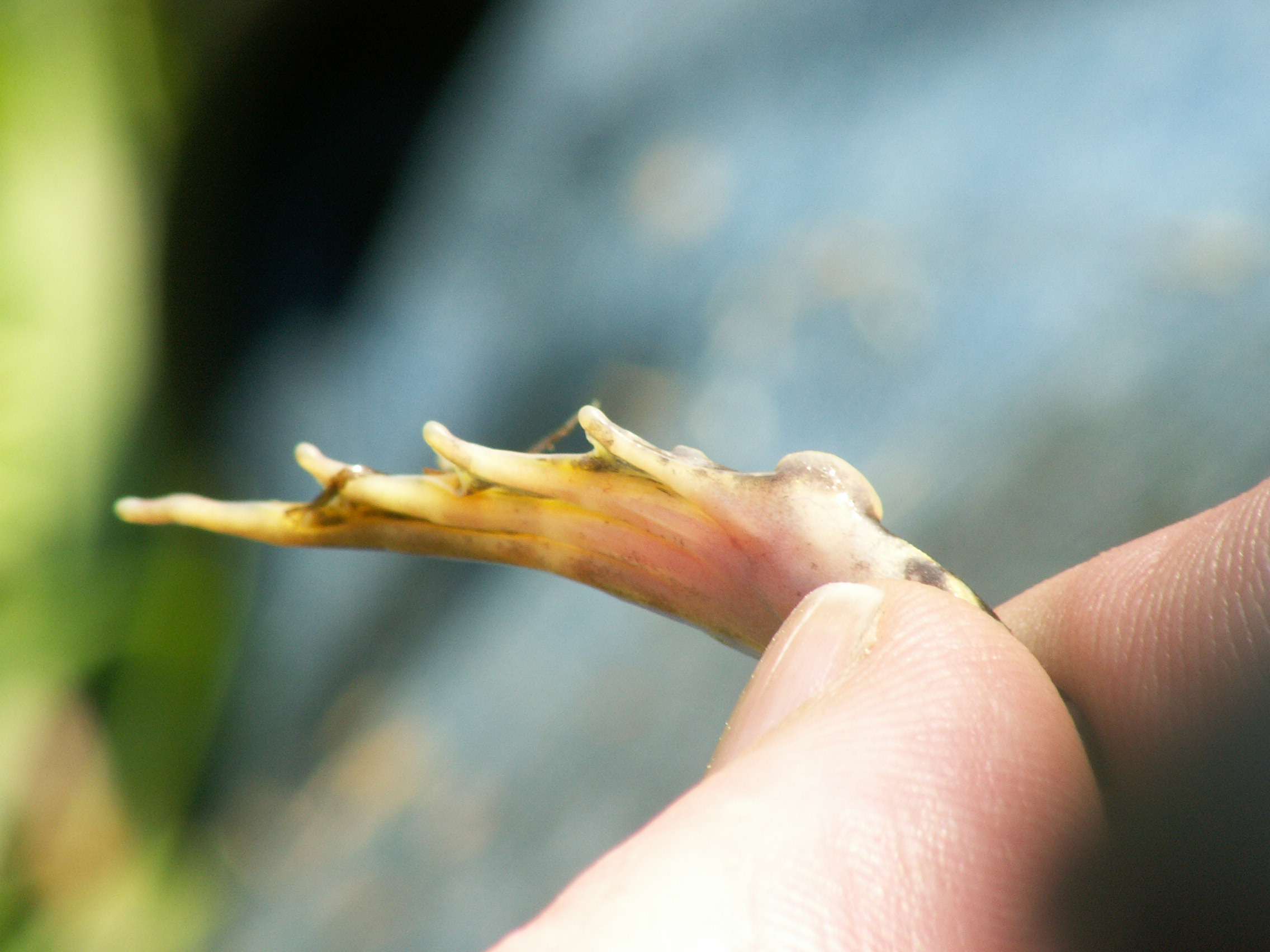
Voetwortelknobbel van poelkikker
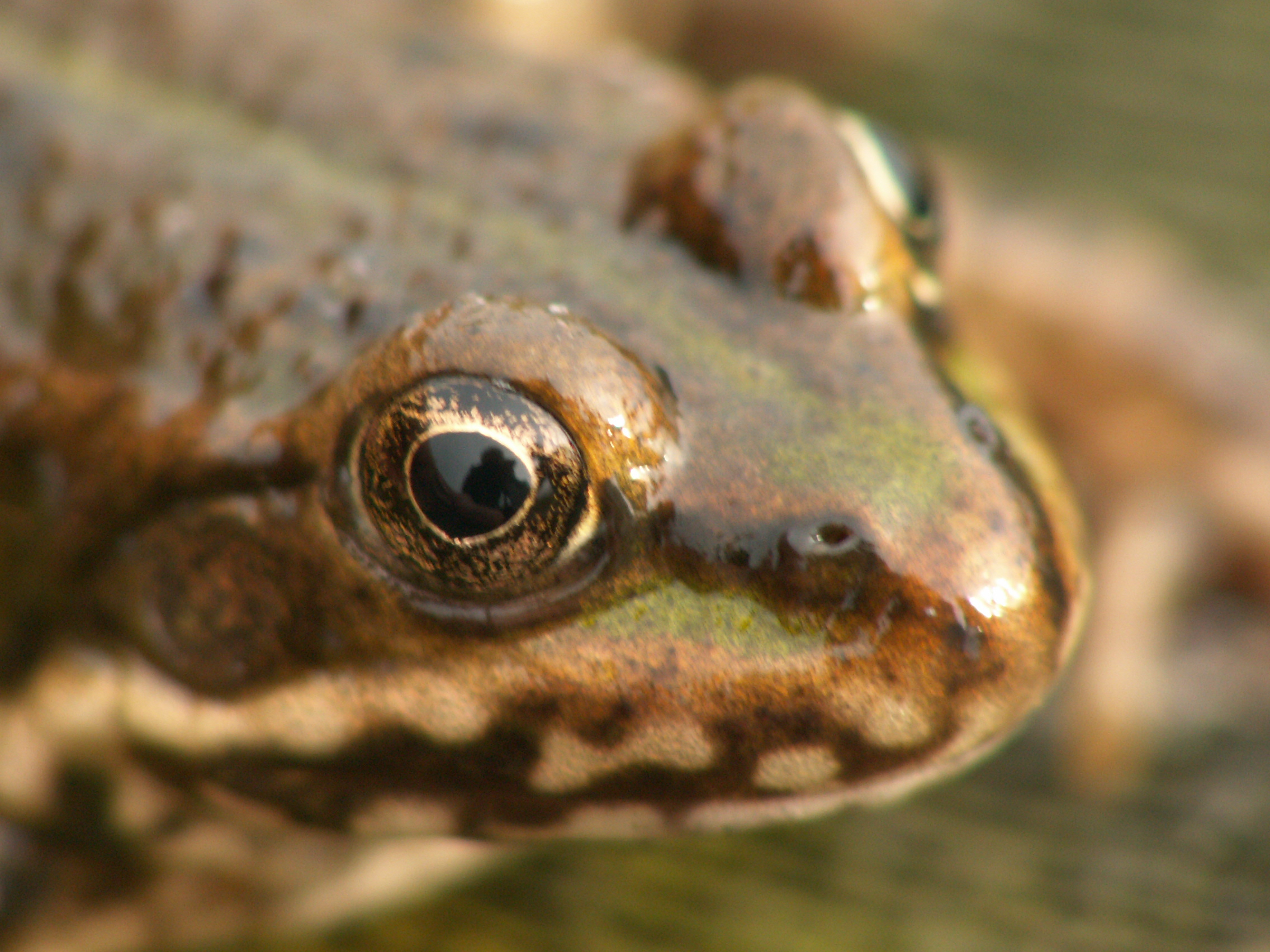
Kop van juveniele meerkikker
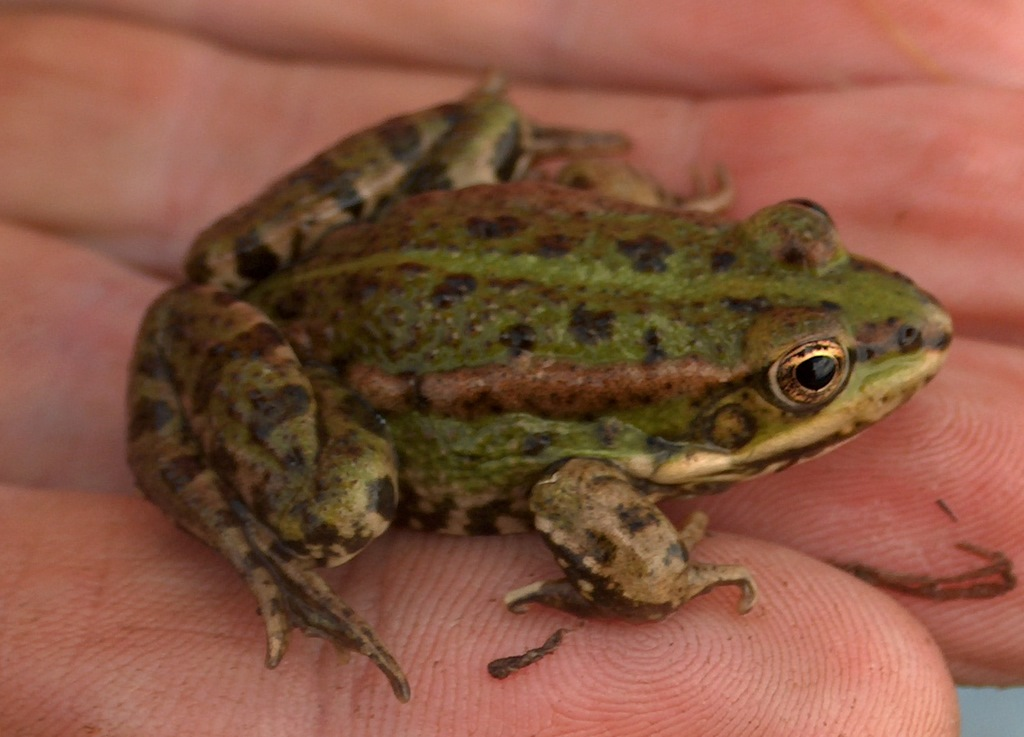
Meerkikker uit de Beemster
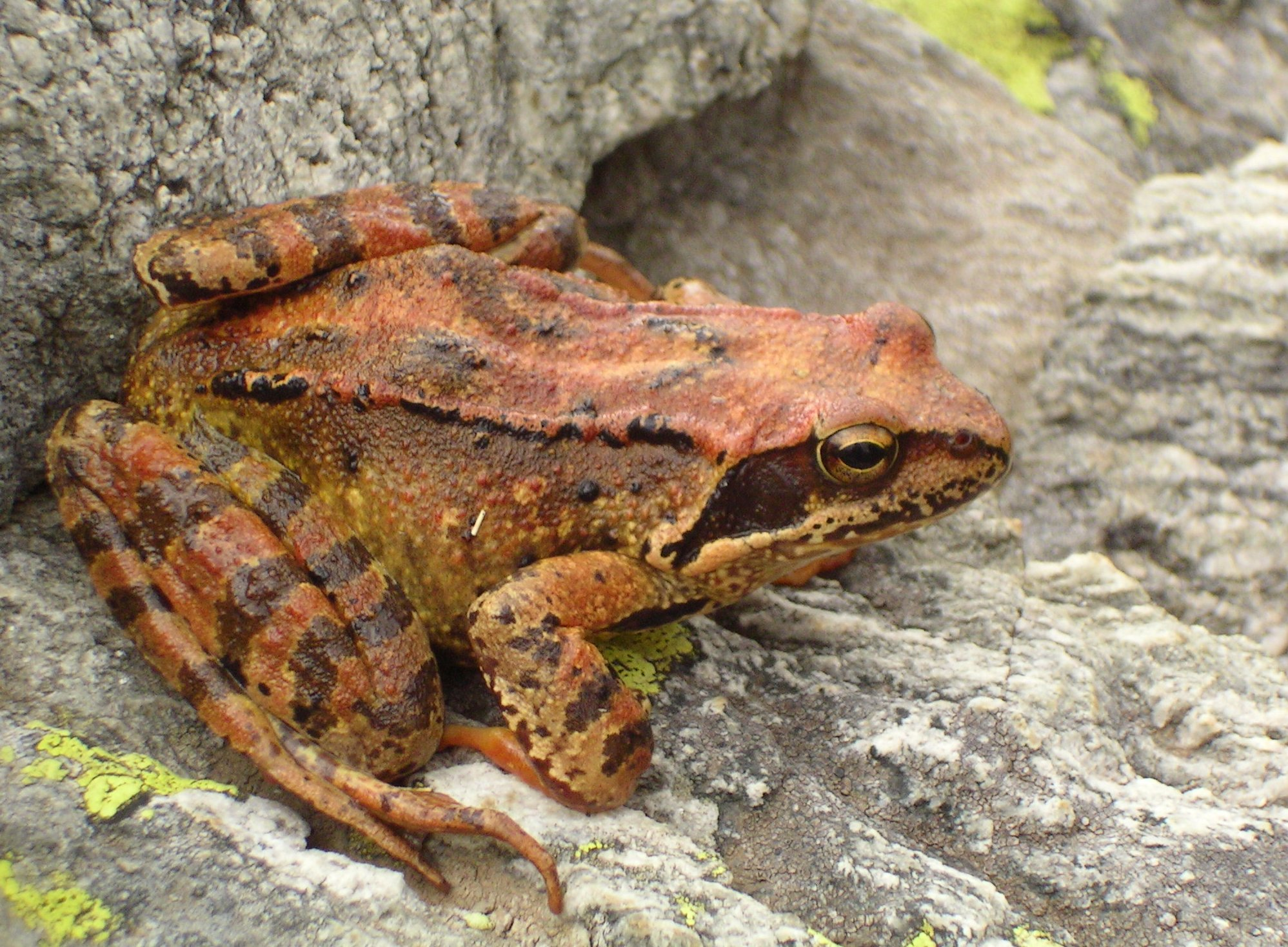
Bruine kikker ter vergelijking (donkere vlek rond trommelvlies)
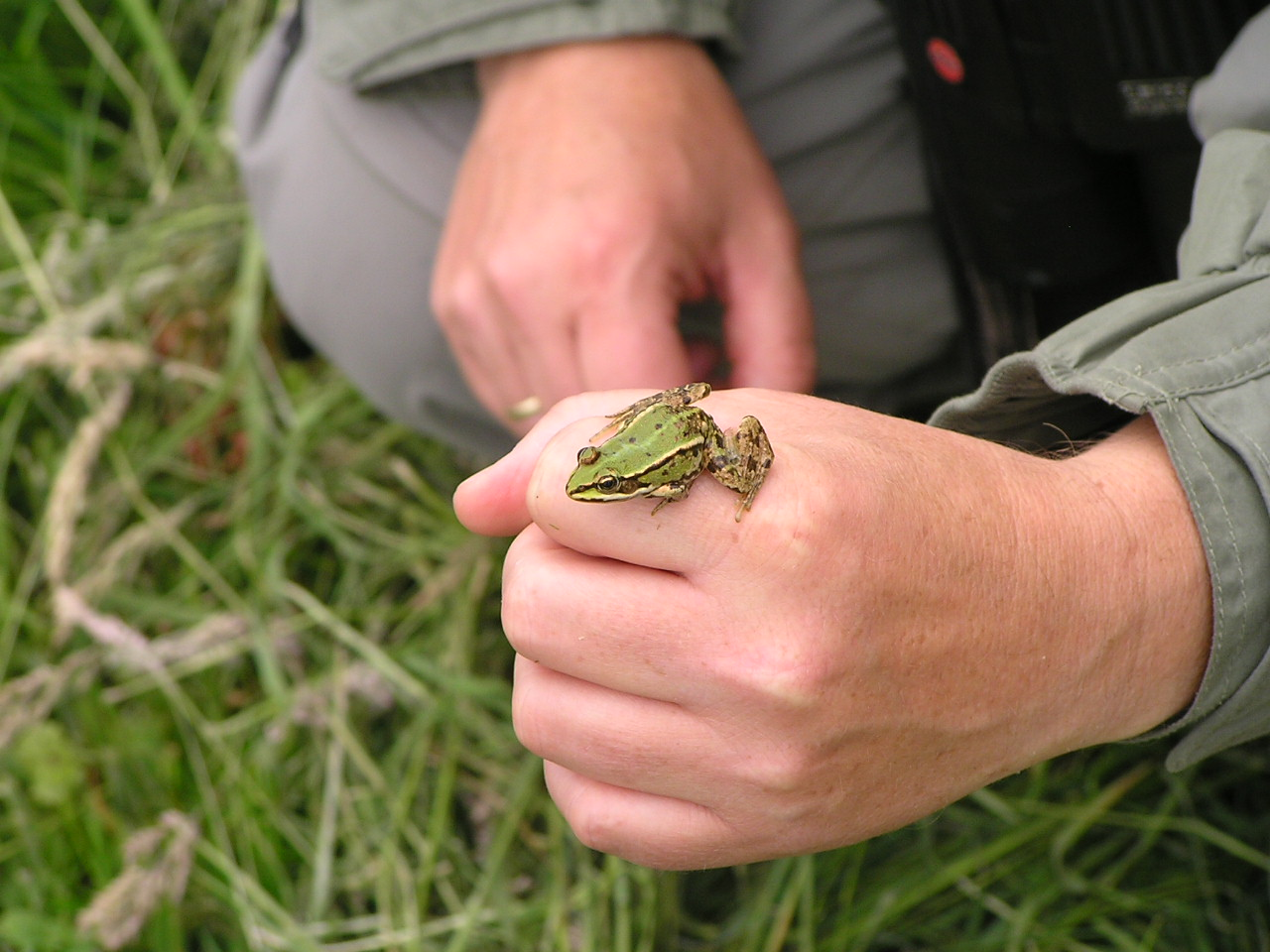
Jonge meerkikker, Rondehoep
- Groene kikkers